# Ceradenia jimenezii
Ceradenia jimenezii är en stensöteväxtart som beskrevs av M. Kessler och A. R. Sm. Ceradenia jimenezii ingår i släktet Ceradenia och familjen Polypodiaceae. Inga underarter finns listade.